# Коктенколь
Коктенко́ль (каз. Көктіңкөл) — село у складі Шетського району Карагандинської області Казахстану. Адміністративний центр Коктенкольського сільського округу.
Населення — 518 осіб (2021; 673 у 2009, 759 у 1999, 1050 у 1989).
Національний склад станом на 1989 рік:
- росіяни — 40 %;
- казахи — 30 %.